# العلاقات الجورجية البيلاروسية
العلاقات الجورجية البيلاروسية هي العلاقات الثنائية التي تجمع بين جورجيا وروسيا البيضاء.

## مقارنة بين البلدين
هذه مقارنة عامة ومرجعية للدولتين:
| وجه المقارنة                                              | جورجيا                          | روسيا البيضاء                    |
| --------------------------------------------------------- | ------------------------------- | -------------------------------- |
| المساحة (كم2)                                             | 69.70 ألف                       | 207.60 ألف                       |
| عدد السكان (نسمة)                                         | 3.72 مليون                      | 9.50 مليون                       |
| الكثافة السكانية (ن./كم²)                                 | 53.37                           | 45.76                            |
| العاصمة                                                   | تبليسي، كوتايسي                 | مينسك                            |
| اللغة الرسمية                                             | اللغة الجورجية، اللغة الأبخازية | اللغة البيلاروسية، اللغة الروسية |
| العملة                                                    | لاري جورجي                      | روبل بلاروسي                     |
| الناتج المحلي الإجمالي (بليون دولار)                      | 15.16 مليار                     | 54.44 مليار                      |
| الناتج المحلي الإجمالي (تعادل القوة الشرائية) بليون دولار | 35.68 مليار                     | 168.35 مليار                     |
| الناتج المحلي الإجمالي الاسمي للفرد دولار أمريكي          | 3.79 ألف                        | 5.74 ألف                         |
| الناتج المحلي الإجمالي للفرد دولار أمريكي                 |                                 | 18.18 ألف                        |
| مؤشر التنمية البشرية                                      | 0.754                           | 0.798                            |
| رمز المكالمات الدولي                                      | +995                            | +375                             |
| رمز الإنترنت                                              | .ge، .გე ‏                       | .by، .бел                        |
| المنطقة الزمنية                                           | ت ع م+04:00                     | ت ع م+03:00                      |

## مدن متوأمة
في ما يلي قائمة باتفاقيات التوأمة بين مدن جورجية وبيلاروسية:
- ترتبط باطوم مع برست باتفاقية توأمة منذ 1992.[15][15][15][15]
- ترتبط تبليسي مع مينسك باتفاقية توأمة منذ 1988.

## منظمات دولية مشتركة
يشترك البلدان في عضوية مجموعة من المنظمات الدولية، منها:
| علم المنظمة | اسم المنظمة                    | تاريخ انضمام جورجيا | تاريخ انضمام روسيا البيضاء |
| ----------- | ------------------------------ | ------------------- | -------------------------- |
|             | الاتحاد البريدي العالمي        | ?                   | ?                          |
|             | اتفاقية السماوات المفتوحة      | ?                   | ?                          |
|             | الأمم المتحدة                  | 31 يوليو 1992       | 24 أكتوبر 1945             |
|             | مؤسسة التمويل الدولية          | 29 يونيو 1995       | 2 نوفمبر 1992              |
|             | الاتحاد الدولي للاتصالات       | 7 يناير 1993        | 7 مايو 1947                |
|             | البنك الدولي للإنشاء والتعمير  | 7 أغسطس 1992        | 10 يوليو 1992              |
|             | منظمة الأمن والتعاون في أوروبا | 24 مارس 1992        | 30 يناير 1992              |
|             | يونسكو                         | 7 أكتوبر 1992       | 12 مايو 1954               |

## أعلام
هذه قائمة لبعض الشخصيات التي تربطها علاقات بالبلدين:
- فاليريان خورشوفيلي (سبّاح من روسيا البيضاء، 4 أبريل 1979 – )

## وصلات خارجية
- موقع وزارة الخارجية الجورجية
- موقع وزارة الخارجية البيلاروسية